# 斑食蚊魚
斑食蚊魚，為輻鰭魚綱鯉齒目鯉齒亞目花鳉科的其中一種，分布於北美洲美國德州Devils河流域，體長可達5.5公分，棲息在植被生長的溪流、水塘，屬於肉食性，生活習性不明。

## 擴展閱讀
維基物種上的相關：斑食蚊魚